# Sentimentalnyj roman
Sentimentalnyj roman (russisk: Сентиментальный роман, da.: Sentimental romance) er en sovjetisk spillefilm fra 1977 instrueret af Igor Maslennikov.

## Medvirkende
- Jelena Proklova som Zoja
- Jelena Koreneva
- Nikolaj Denisov som Sjura Sevastjanov
- Stanislav Ljubsjin som Andrej Kusjlia
- Sergej Migitsko som Siomka Gorodnitskij
- Oleg Jankovskij som Ilja Gorodetskij